# Плоска система

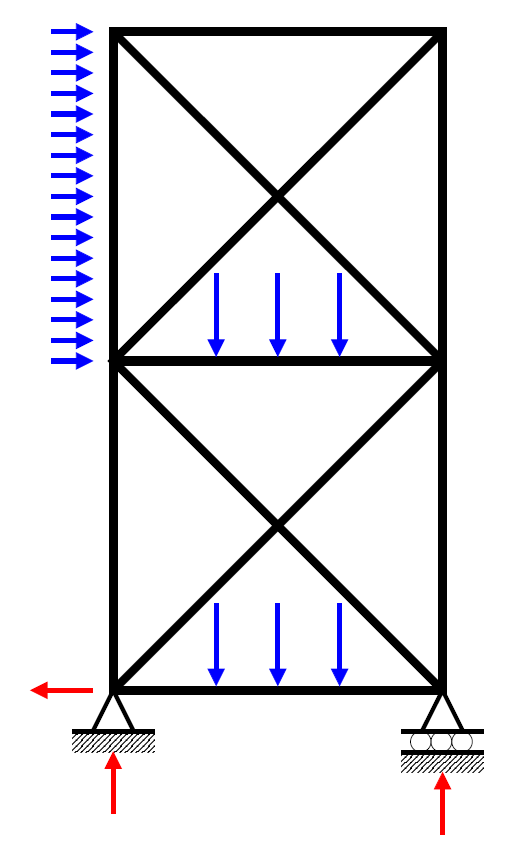
Розрахункова схема плоскої рами з прикладеними зовнішніми навантаженнями (сині стрілки) та реакціями опор (червоні стрілки)

Пло́ска систе́ма в будівельній механіці — система (тримальна конструкція), у якій осі симетрії всіх елементів і ліній дії зовнішніх сил лежать в одній площині.

## Загальний опис
Сукупність сил, лінії дії яких лежать в одній площині, називають плоскою системою сил. Довільну плоску систему сил можна замінити однією силою — головним вектором, що дорівнює сумі усіх сил системи, і однією парою сил, момент якої називається головним моментом і дорівнює алгебричній сумі моментів усіх сил системи відносно обраної точки. Заміна довільної плоскої системи сил головним вектором і головним моментом є попередньою операцією перед визначенням рівнодійної сил та її моменту. Для рівноваги плоскої системи сил необхідно і достатньо, щоб алгебричні суми проєкцій усіх сил на осі координат х та у дорівнювали нулю і щоб алгебрична сума моментів цих сил відносно довільної точки площини також дорівнювала нулю.
В будівельній практиці системи такого типу в ізольованому вигляді не використовують (вони, як правило, просторово з'єднані між собою), однак, щоб спростити інженерні розрахунки, чимало споруд у розрахункових схемах досліджують як плоскі. Так, просторову ферму покриття будівлі чи споруди при дії вертикального навантаження розраховують як одну плоску систему, а горизонтальні в'язі і горизонтальні сили, що діють на них (тиск вітру тощо), — як другу плоску систему. Якщо будівельну конструкцію (башту, кран, купольне покриття тощо) неможливо розчленувати на окремі плоскі системи, її розраховують як просторову систему.